# Teater Momentum
Teater Momentum er et teater i Odense. Det blev etableret i 2005.
Hvert år ansætter Momentum en ny kunstnerisk leder, der sammensætter sæsonens skuespillere og kunstnere. Det kunstneriske råd, bestående af Elisa Kragerup, Christina Albeck Børge og May el-Toukhy, formulerer en række opgaver, nogle dogmer, som sæsonens (ofte tre) egenproduktioner skabes ud fra. 
Teatret har adresse i Odense på Ny Vestergade 18 lige overfor Munke Mose og holder til i den gamle biograf, der tidligere blev kaldt Flodbio, men som nu er omdannet til teatersal. Teater Momentum modtager støtte fra Odense Kommune. 

## Sæsoner
| Sæson     | Kunstnerisk leder                   | Skuespillere | Opsætninger                                                                      | Tema/noter                                                                                                |
| --------- | ----------------------------------- | --- | -------------------------------------------------------------------------------- | --- |
| 2007/2008 | Moqi Simon Trolin                   | Jesper Riefensthal, Ernesto Piga Carbone, Marie Vestergård Jacobsen og Iben Dorner | Solidaritet Kollega - en julekalender Den 13. nævning                            | Forestillingerne havde relation til Odense, Teater Momentums hjemby                                       |
| 2008/2009 | Kamilla Bach Mortensen              | Gry Guldager Jensen, Jakob Bjerregaard Engmann, Mikkel Løvenholt Reenberg og Mia Lerdam (kun i Dage Under) | Søgning venskab Hjerternes fest Dage under                                       | Venskab                                                                                                   |
| 2009/2010 | Daniel Rylander                     | Nanna Bøttcher, Jakob Hannibal og Christina Bech | Historien om hvordan man slår sin familie ihjel The Perfect Christmas Valkyrien' | Parcelhusidyllens vrangsider                                                                              |
| 2010/2011 | Anne Zacho Søgaard                  | Mille Maria Dalsgaard, Mogens Rex og Johannes Lilleøre Komponist: Tobias Trier Dramatiker: Julie Maj Jokobsen. | Lad mig dø i faldet fra en barstol Voksne kan ikke blive bange                   | |
| 2011/2012 | Caroline McSweeny Jens August Wille | Jonas Littauer, Nanna Schaumburg-Müller, Lisbeth Sonne og Michael Grønnemose | Vejen til Gudvedhvor Easylove Laboratoriet DK Ultra                              | Måtte kun benytte 20 ord Udgangspunkt i Emma Gads værk Takt og Tone 10 afsnit baseret på de Jantelovs-bud |
| 2012/2013 | Lydia Bunk                          | Johanne Dal-Lewkovitch, Bjarne Antonisen, Kasper Ørum, Morten Christensen, Mads Hjulmand (IB3EN), Tanya Lund Andersen (IB3EN) og Pil Nielsen (IB3EN) Komponist: Peter Kohlmetz Møller Scenografi: Nadia Nabil Korsbæk | BEAT – en teaterkoncert Affæren IB3EN                                            | outsidere                                                                                                 |
| 2013/2014 | Rasmus Ask                          | Steffen Nielsen, Christine Sønderris og Maria La Cour Ditlev Brinth Scenografi: Peter Schultz | Gæld Brudevals Komme dit rige                                                    | Film |
| 2014/2015 | Erik Pold                           | Marie Nørgaard, Magnus Bruun og Troels Hagen Findsen Tekst: Tomas Lagermand Lundme (Fiaskomonologerne og Teater til Salg), Karsten Johansen og Erik Pold (Diamonds and Secrets) Videodesign: Helle Lyshøj (Teater til Salg og Diamonds and Secrets) Scenografi: Sille Dons Heltoft (Teater til Salg) Lysdesign: Kasper Daugberg Komponist: Rumpistol/Jens B. Christiansen. | Fiaskomonologerne Teater til Salg Diamonds and Secrets                           | Super Marked                                                                                              |
| 2015/2016 | Jacob Stage                         | |                                                                                  | |
| 2016/2017 | Henrik Grimbäck                     | Nicklas Søderberg Lundstrøm, Nanna Cecilie Bang, Katrine Leth og Tobias Shaw | Ødipus/Antigone Højskolesangbogen Helligtrekongersaften                          | |
| 2017/2018 |                                     | |                                                                                  | |
| 2018/2019 |                                     | |                                                                                  | |
| 2019/2020 |                                     | |                                                                                  | |

## Andre aktiviteter
Teater Momentum har hvert år en række gæsteforestillinger, der ligger fra sidst i august til og med maj måned. Bl.a. har Den som blinker er bange for døden i maj måned 2013 haft urpremiere, hvor forfatter Knud Romer dagen før holdt artist-talk.
Derudover kører Teatret et koncept kaldet 'Mere Momentum', hvor undergrundskulturen bliver dyrket med bl.a. poetry-slam, koncerter og teatersport.

## Ledelse
I juli 2009 blev Marianne Klint ansat som teaterleder. I december 2022 overtog Jeppe Sand som teaterdirektør på Momentum.  Teatret har en bestyrelse med syv medlemmer.